# Йогана из Рожмиталя
Йогана из Рожмиталя (чеш. Johana z Rožmitálu, нем. Johanna von Rosental; около 1430, Рожмиталь-под-Тршемшинем — 12 ноября 1475, Мельник) — королева Чехии в 1458—1471 годах, вторая супруга Йиржи из Подебрад, короля Чехии.

## Жизнь
Она была дочерью пана Яна из Рожмиталя и его жены Людмилы из Стракониц.
Йогана вышла замуж за Йиржи из Подебрад в 1450 году, через год после смерти его первой жены Кунгуты, от которой у него было шестеро детей. В 1458 году Йиржи был избран королём Чехии, Йогана стала королевой.
Йогана активно поддерживала своего мужа в государственных делах и была его доверенной советницей. Она получила признание как уважаемая жена и мать; она заботилась о детях мужа от Кунгуты. В августе 1470 года она возглавила чешские войска против короля Венгии Матьяша I, когда мир между двумя государствами был нарушен после преждевременной смерти Катержины, дочери Йиржи и жены Матьяша.
Йиржи умер в 1471 году, и ему наследовал Владислав II Ягеллон. В 1473 году Йогана и Владислав созвали ассамблею в Бенешове, где они стремились напомнить присутствующим о наследии мужа Йоганы и его попытке пойти на компромисс между католиками и утраквистами.
После 1473 года Йогана переехала в традиционную резиденцию для овдовевшей королевы Чехии — Мельник. Она умерла 12 ноября 1475 года в Мельнике. На её похоронах присутствовал Владислав II.
Из пятерых её детей только Гинек и Людмила дожили до совершеннолетия.

## Дети
- Гинек из Подебрад (17 мая 1452 — 11 июня 1492) — чешский дипломат и писатель, женат на дочери Вильгельма III Смелого Саксонского, ландграфа Тюрингии.
- Фридрих (1453—1458)
- Георг (1454/1455 — 1459/1462)
- Людмила из Подебрад (16 октября 1456 — 20 января 1503) — княгиня Бжегская в 1488—1503, жена князя Бжегского Фридриха I Легницкого (ум. 1488).
- Иоганн (после 1456—1459)